# Duane Da Rocha
Duane Da Rocha Marcé (* 7. Januar 1988 in Brasília) ist eine spanische Schwimmerin brasilianischer Herkunft. Neben ihrer Paradestrecke 200 m Rücken tritt sie über 100 m Rücken einzeln sowie in Lagenstaffeln an.

## Werdegang
Duane Da Rocha ist Tochter brasilianischer Eltern und wurde in Brasília geboren. Sie zog im Alter von einem Jahr mit ihrer Familie nach Spanien und wuchs in Mijas in der Provinz Málaga auf.
Bei den Mittelmeerspielen 2009 im italienischen Pescara gewann sie mit drei Mal Silber ihre ersten internationalen Medaillen. 2010 wurde sie in Eindhoven Kurzbahneuropameisterin über 200 m Rücken. Sie nahm an den Olympischen Spielen 2012 in London teil, erreichte jedoch keinen Finallauf. Im Dezember 2012 gewann sie bei den Kurzbahnweltmeisterschaften in Istanbul über 200 m Rücken die Bronzemedaille. 2013 wurden in der Folge der Wirtschaftskrise finanzielle Mittel bei ihrem Verein Real Canoe NC gestrichen und Da Rocha musste den Verein verlassen. Sie wechselte daraufhin zurück zu ihrem Heimatverein CN Mijas.
Ihren bisher größten Erfolg feierte Duane Da Rocha bei den Europameisterschaften 2014 in Berlin, wo sie den Titel über 200 m Rücken holte. Mit ihrer Siegeszeit brach sie den zu diesem Zeitpunkt ältesten spanischen Rekord, den Nina Schiwanewskaja seit dem Jahr 2000 gehalten hatte. Ein Jahr später bei den Weltmeisterschaften in Kasan kam Da Rocha über 100 m Rücken nicht über den Vorlauf hinaus und schied über 200 m Rücken im Halbfinale aus. Seit 2015 startet sie für den Verein UCAM CN Fuensanta aus Murcia.

## Bestzeiten und Rekorde
| Disziplin                                                                           | Langbahn        | Langbahn        | Langbahn  | Kurzbahn         | Kurzbahn          | Kurzbahn |
| ----------------------------------------------------------------------------------- | --------------- | --------------- | --------- | ---------------- | ----------------- | -------- |
| 50 m Rücken                                                                         | 00:28,25 min    | 31. Juli 2013   | Barcelona | 00:27,55 min     | 24. Oktober 2014  | Peking   |
| 100 m Rücken                                                                        | 01:00,33 min    | 22. März 2016   | Sabadell  | NR 00:57,70 min  | 9. Dezember 2011  | Stettin  |
| 200 m Rücken                                                                        | NR 02:09,13 min | 18. August 2014 | Berlin    | NR 02:03,32 min  | 11. Dezember 2011 | Stettin  |
| 100 m Lagen                                                                         | –               | –               | –         | *NR 01:00,80 min | 12. Dezember 2014 | Mijas    |
| NR = Nationaler Rekord, * = zeitgleich mit Mireia Belmonte ; (Stand: 30. Juli 2016) |                 |                 |           |                  |                   |          |